# Gmina Red Oak (hrabstwo Cedar)

Położenie Gminy Red Oak w hrabstwie Cedar

Gmina Red Oak (ang. Red Oak Township) – gmina w USA, w stanie Iowa, w hrabstwie Cedar. Według danych z 2000 roku gmina miała 194 mieszkańców, a jej powierzchnia wynosi 61,28 km².